# Gardeja (przystanek kolejowy)
Gardeja – dawny przystanek osobowy w Gardei, w gminie Gardeja, w powiecie kwidzyńskim, w województwie pomorskim. Został wybudowany w dwudziestoleciu międzywojennym po niemieckiej stronie granicy. Powodem wybudowania przystanku było przyznanie stacji kolejowej Gardeja Polsce. W 1947 roku po zmianie granicy państwowej, przystanek został zlikwidowany. Do dzisiaj zachował się budynek dworcowy. Mieści się przy ulicy Do Stacji.